# 拉里·迈肯
乔治·劳伦斯·迈肯三世（英語：George Lawrence Mikan III，1948年4月8日—），美国NBA联盟前职业篮球运动员。他在1970年的NBA选秀中第4轮第64顺位被洛杉矶湖人选中。